# 遮帰島
座標: 北緯33度18分45秒 東経126度8分55秒 / 北緯33.31250度 東経126.14861度
遮帰島（チャグィとう、차귀도）は、済州島の西端にある島で、面積は0.16km²。天然保護区域という名で韓国の天然記念物に指定されている。行政区画は済州市翰京面高山里に属する。